# Zëss (album)
Albums de Magma
Šlaǧ_Tanƶ
(2015) Kartëhl
(2022)
Zëss (sous-titré Le jour du néant) est le quatorzième album studio du groupe Magma, paru en 2019 sur le label Seventh Records. 
Il s'agit de l'enregistrement studio d'une longue pièce (de même titre) composée initialement en 1977 et jouée uniquement en concert jusqu'alors.

## Titres
| No | Titre                                                                | Durée |
| -- | -------------------------------------------------------------------- | ----- |
| 1. | Ẁöhm dëhm Zeuhl Stadium (Hymne au néant)                             | 4:55  |
| 2. | Da Zeuhl Ẁortz dëhm Ẁrëhntt (Les forces de l’univers – les éléments) | 6:22  |
| 3. | Dï Ẁööhr Sprašer (La voix qui parle)                                 | 5:12  |
| 4. | Štreüm Ündets Ẁëhëm (Pont de l’en-delá)                              | 6:04  |
| 5. | Zëss Mahntëhr Kantöhm (Le maître chant)                              | 8:08  |
| 6. | Zï Ïss Ẁöss Štëhëm (Vers l’infiniment)                               | 3:15  |
| 7. | Dümgëhl Blaö (Glas ultime)                                           | 3:58  |

## Personnel
- Christian Vander : chant
- Stella Vander : chant
- Julie Vander : chœurs
- Isabelle Feuillebois : chœurs
- Hervé Aknin : chœurs
- Sandrine Destefanis : chœurs
- Sylvie Fisichella : chœurs
- Laura Guarrato : chœurs
- Marcus Linon : chœurs
- Rudy Blas : guitare
- Philippe Bussonnet : basse
- Simon Goubert : piano
- Morgan Ågren (en) : Batterie
- Orchestre philharmonique de la ville de Prague : cordes, cuivres et percussions
- Lucie Svehlova : premier violon
- Adam Klemens : direction de l'orchestre
- Rémi Dumoulin : orchestrations